# Sistema imune adaptativo
As respostas que o organismo desenvolve contra infecções por patógenos potenciais são conhecidas como respostas imunes. O sistema imune adaptativo, sistema imune adquirido ou imunidade adquirida é a imunidade gerada ao longo da vida, ativada após um contato inicial com diferentes agentes invasores. Esse sistema tem a propriedade de reconhecer especificamente um determinado microrganismo, gerando uma memória imunológica, que confere proteção contra reinfecções pelo mesmo antígeno. As células da imunidade adquirida, linfócitos B e linfócitos T, são capazes de reconhecerem antígenos através de regiões polipeptídicas, denominadas epítopos, que se ligam aos receptores de superfície celular dos linfócitos. A produção de células de memória e anticorpos específicos contra determinado agente patogênico acontece quando um indivíduo é acometido por uma infecção ou quando é vacinado. A vacinação é um processo de manipulação da reposta imune adaptativa, em que se injetada antígenos atenuados em um organismo, antígenos que não são capazes de causarem uma infecção. Entretanto, a vacina possui a capacidade de ativar a imunidade adquirida, gerando uma reposta imunológica de memória, imunizando o indivíduo. Se mais tarde, o microrganismo causador dessa doença entrar em contato com o mesmo indivíduo, seu corpo já estará preparado para produzir um grande número de anticorpos em pouco tempo e assim gerar uma resposta imune mais eficiente àquela doença. Às vezes a imunidade gerada dura a vida toda, outras vezes ela dura um certo tempo.

## Antígenos
É qualquer substâncias que pode ser reconhecida e combatida pelo sistema imune adaptativo. Os antígenos, são constituídos, comumente, por proteínas, glicoproteínas, polissacarídeos e outras estruturas químicas de patógenos (vírus, bactérias, protozoários, fungos e helmintos). A ligação de reconhecimento do antígeno-específico aos linfócitos é essencial para a geração de uma resposta imune. Cada linfócito possui receptores de antígenos altamente variáveis, presentes em sua superfície, o que permite que o sistema imune reconheça e responda virtualmente a qualquer antígeno a que o indivíduo possa estar exposto.

## Soro terapêutico
As vacinas são, portanto, usadas na prevenção contra doenças. Mas, se um micróbio invadir um organismo que ainda não tiver sido protegido contra ele, pode ser usada outra defesa: o soro terapêutico, que é formado por anticorpos já prontos. Por exemplo, se a bactéria que causa o tétano penetrar em uma ferida, tomamos o soro antitetânico, que contém anticorpos específicos contra essa bactéria.
O soro pode ser usado também contra certas toxinas, como é o caso do soro antiofídico, aplicado em pessoas picadas por cobra peçonhenta. A preparação desse soro pode ser feita em cavalos, coelhos ou cabras. Esses animais recebem antígenos (contidos, por exemplo, no veneno de cobras) em doses progressivamente maiores e passam a produzir anticorpos. Parte do sangue do animal é retirado para se preparar o soro.
Além das vacinas e dos soros, a medicina desenvolveu uma série de medicamentos bastante eficientes contra microrganismos. Por exemplo: os antibióticos, que atacam bactérias diretamente, e os antivirais, que atacam vírus..
Os soros são conhecidos também como imunização passiva.

## Tipos de imunidade adaptativa
A imunidade adquirida refere-se à proteção que um organismo desenvolve contra certos tipos de microrganismos ou substâncias estranhas, também conhecidas como "non self". A imunidade adquirida é desenvolvida durante toda a vida de um indivíduo, podendo esta imunidade ser ativa ou passiva. Ambas podem ser adquiridas de forma natural ou artificial.
A imunidade adquirida ativa ocorre quando a pessoa é exposta a micro-organismos ou substâncias estranhas e o sistema imunológico responde.
Já a passiva ocorre quando os agentes de imunidade (anticorpos contra determinados patogênicos) são transferidos de uma pessoa para outra. Vale a pena ressaltar que esta imunidade dura somente enquanto os anticorpos estão presentes (na maioria dos casos, algumas semanas ou meses).
O nosso sistema imune possui células de memória que se lembram do contato com determinado invasor e adquire mecanismos de defesa contra ele nos possíveis contatos posteriores. Essas reações serão mais rápidas e eficiente. É o princípio das vacinas. Existem reforços para a diminuição da ação dessas células de memória.

## Mecanismo
Quando uma bactéria entra no nosso organismo, ela é fagocitada por alguma célula apresentadora profissional, que pode ser o macrófago ou células dendríticas. Essa célula vai migrar pra o linfonodo e vai apresentar o antígeno para o MHC classe II. Quando ela achar o linfócito T CD4+ que se liga a ela, àquele peptídeo que ela está apresentando, ela manda o segundo sinal. Ao mandar esse segundo sinal, o linfócito T CD4+ vai ser ativado. A partir dessa ativação ele pode ter duas respostas, que pode ser a resposta TH1 ou a TH2.
Na resposta TH1 ele (o linfócito) vai voltar para o tecido inflamado e vai ativar macrófagos, que vão fortalecer seus gránulos citotóxicos e vão aumentar a produção de fatores inflamatórios. Na resposta TH2 ele vai ativar linfócitos B, que virarão plasmócitos, os quais vão começar a produzir imunoglobinas (ou anticorpos) para combater o antígeno.
Se nós apresentarmos células nucleadas no nosso corpo que estiverem apresentando mutação (neoplasia) ou um vírus, elá produzirá proteína errada. E ela apresentará essa proteína errada pelo MHC classe I. Quando o linfócito T CD8+ encontrar essa proteína, ele vai se ligar a ela. Ligando-se ele apresentará o primeiro e o segundo sinal. Podendo matá-la de duas formas. Ou por gránulos citotóxicos, que são a perfurina que vai abrir um poro no antígeno, ou a granzima que vai ativar a via das caspazes. Esses dois mecanismos vão gerar apoptose da célula.